# Schlacht bei Tursko
Erster Einfall 1240–41

Sandomierz (1) – Tursko – Chmielnik – Tarczek – Kraków (1) – Ratibor – Oppeln – Liegnitz
Zweiter Einfall 1259–60

Sandomierz (2) – Kraków (2)
Dritter Einfall 1287–88

Łagów – Dunajec – Stary Sącz
In der Schlacht bei Tursko besiegte am 13. Februar 1241 ein mongolisches Heer ein polnisches Ritteraufgebot.

## Schlacht
Die Mongolen begannen den Ersten Einfall in Polen mit zwei Armeen. Eine Vorhut zog nördlich der Weichsel am Südrand des Heiligkreuzgebirges von Sandomierz Richtung Krakau. Die Ritterschaft Kleinpolens sammelte sich, um den Mongolen entgegenzutreten. Baidar Khan sammelte seine Einheit bei Tursko Wielkie, wo sie von dem polnischen Heer unter dem Woiwoden von Krakau Włodzimierz angegriffen wurde. Die Mongolen täuschten zunächst eine Flucht vor, um die Schlachtordnung des polnischen Heeres aufzureißen, um ihnen sodann in die Flanke zu fallen. Die meisten polnischen Panzerreiter fielen in der Schlacht. Gleichwohl zogen sich die Mongolen nach der Schlacht zunächst zu ihrer Hauptarmee in Sandomierz zurück. Bei der Schlacht handelte es sich um ein erstes Zusammentreffen von polnischen Rittern mit mongolischen Reitern.